# Waldemar Nowicki (piłkarz)
Waldemar Nowicki (ur. 23 stycznia 1961) – polski piłkarz grający na pozycji bramkarza, trener piłkarski. 

## Kariera piłkarska

### Kariera klubowa
Wychowanek klubów Włókniarz Mirsk, a potem Juvenia Wrocław. Karierę piłkarską rozpoczął w zespole Ślęza Wrocław, skąd jesienią 1982 przeszedł do drużyny Orzeł Ząbkowice Śląskie. Na początku 1983 został piłkarzem Zagłębie Wałbrzych, w którym grał przez 11 sezonów. Na początku 1994 wyjechał do Wysp Owczych, gdzie do końca kariery piłkarskiej występował z przerwami w klubie B71 Sandoy. Również bronił barw Miedzi Legnica i Górnika Wałbrzych. 

## Kariera trenerska
W 2008 roku łączył w klubie B71 Sandoy funkcje piłkarskie i trenerskie.